# Wolica (rejon czortkowski)
Wolica (ukr. Волиця) – wieś na Ukrainie w  obwodzie tarnopolskim, w rejonie czortkowskim.
Przynależność administracyjna przed 1939 r.: Gmina Krasne, Powiat skałecki, Województwo tarnopolskie.
Do 2020 w rejonie husiatyńskim. 